# Marabia
Marabia ist eine osttimoresische Aldeia in der Landeshauptstadt Dili. Sie liegt im Nordwesten des Sucos Lahane Oriental (Verwaltungsamt Nain Feto, Gemeinde Dili). In Marabia leben 992 Menschen (2015).

## Lage und Einrichtungen

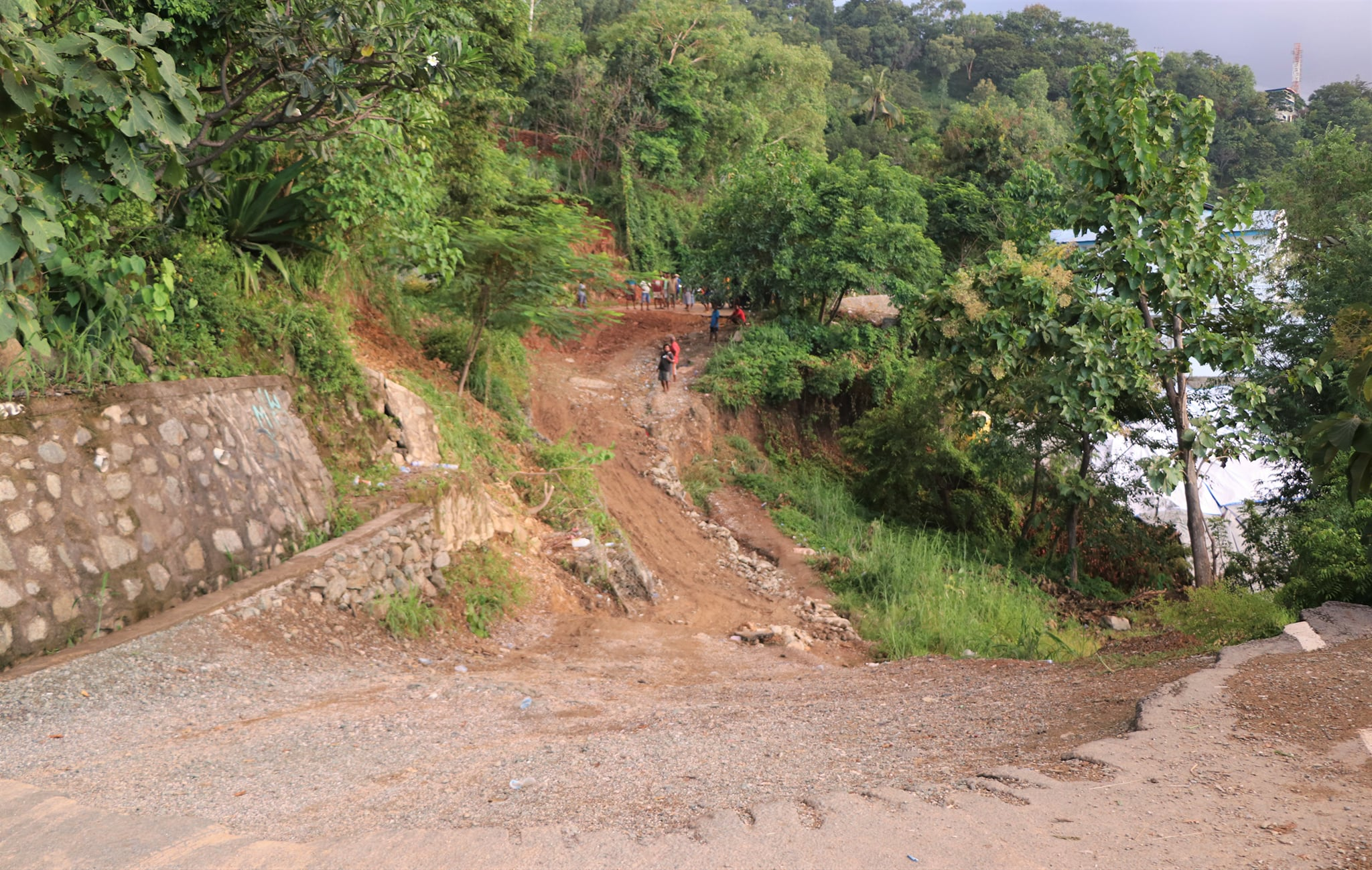
Straßenschäden in Marabia nach der Katastrophe 2021

Im Westen grenzt Marabia an die Aldeia Vale de Lahane, im Nordwesten, jenseits der Rua de Taibesi, an die Aldeias Deambata Bessi und Alcrin, jenseits der Rua de Ai Turi Laran, im Nordosten an die Aldeia Monumento Calma und im Osten an die Aldeia Tuba Rai, und im Süden an die Aldeias Metin und Suhu Rama. Im Südwesten liegt der Suco Lahane Ocidental. Die Besiedlung nimmt abseits der Hauptstraßen nach Süden hin ab. Hier beginnen die Ausläufer des Foho Marabia.
Der historische Stadtteil Marabia nimmt den Nordwesten der Aldeia ein.  Im Osten grenzt an ihn der 1889 angelegte Chinesische Friedhof von Dili.